# Alaptus longicaudatus
Alaptus longicaudatus är en stekelart som beskrevs av Lou, Cao och Lou 1999. Alaptus longicaudatus ingår i släktet Alaptus och familjen dvärgsteklar. Inga underarter finns listade i Catalogue of Life.